# Jan Gelinde van Blom (schrijver)
Jan Gelinde van Blom (Harlingen, 2 januari 1796 - Drachten, 29 april 1871) was een Nederlandse dichter en schrijver, wiens literaire werk in het Fries werd gepubliceerd. Van Blom was tevens amateurhistoricus.

## Leven
Jan Gelinde van Blom werd in 1796 in Harlingen geboren, waar zijn ouders een kleine winkel dreven. Zijn vader overleed toen hij negen was, enkele jaren later gevolgd door zijn moeder. Van Blom werd daarna opgevoed door een oom. Hij moest de Latijnse school verlaten en werd vanwege zijn mooie handschrift klerk op een kantoor in Harlingen. Nog voor zijn zestiende werd hij benoemd tot leraar Frans aan een school in Drachten, waar hij later in dienst trad van een notaris. Ook was hij werkzaam op de grietenij-secretarie en was hij gemeenteontvanger. Van Blom werkte zichzelf op tot zelfstandig notaris, aanvankelijk te Oudega, later in Drachten. In 1819 trouwde hij met Maria Johanna Kuiper, een dochter van een Drachtster zilversmid. Het echtpaar kreeg negen kinderen (waaronder Philippus van Blom, die later als publicist op het terrein van de Friese taalkunde bekend zou worden).
Gedurende zijn leven bekleedde Van Blom verschillende publieke functies: hij was wethouder van Smallingerland, lid van de Friese Provinciale Staten, schoolopzichter en bestuurder van het Nut. Daarnaast was hij betrokken bij het Fries Genootschap en het Selskip foar Fryske Taal en Skriftekennisse en zette hij zich in voor het behoud en gebruik van de Friese taal. In Drachten en omgeving werd hij als een aanzienlijk man beschouwd, die bovendien als beminnelijk in de omgang gold.
Van Blom overleed in 1871 op 75-jarige leeftijd te Drachten.

## Werk
Als schrijver en dichter was Van Blom verwant aan zijn tijdgenoten de gebroeders Eeltsje en Joast Halbertsma, die zich net als hij bezighielden met de zogenaamde folksaerdiche literatuer. Een van zijn eerste gepubliceerde gedichten was De reedrider, dat in 1839 werd opgenomen in de De Vrije Fries, het in dat jaar voor het eerst verschenen tijdschrift van het Fries Genootschap. In 1840 werd een aantal van zijn gedichten gebundeld in zijn Proeve van het Harmonische in de Friesche dichtkunst. Andere bekende verzen, die eveneens in De Vrije Fries werden gepubliceerd, waren Wobbel van Smell-ie (1846), Ljaecht (1846) en De thédrinkerije (1849).
Veel verzen van Van Blom werden op muziek gezet door zijn vriend Martinus de Boer, gemeenteontvanger te Drachten. Het duo placht met deze liederen veel succes te oogsten, wanneer ze op de jaarlijkse bijeenkomsten van het Nut werden opgevoerd. Enkele hiervan, waaronder Ynskje en Oark en It froalike famke, werden in 1876 opgenomen in het Frysk Lieteboek. Van Blom was voor zijn tijd liberaal ingesteld, hetgeen bijvoorbeeld blijkt uit zijn vers De Broedbij, dat opvalt door de revolutionaire gedachte die er op spottende toon in is verwerkt. Twee jaar voor zijn dood werden zijn gedichten gebundeld in Blomme-Koerke, oanbean oan syn lanzljue (1869).
Als historicus was Van Blom vooral van belang doordat hij als eerste onderzoek deed naar de geschiedenis van Drachten en omgeving. Een lezing hierover die hij voor het Nut verzorgde werd uitgegeven onder de titel De opkomst van het vlek Dragten in de provincie Friesland, vermeerderd met geschiedkundige aanteekeningen en bijlagen (1840). 
Na zijn dood is Van Bloms werk grotendeels in de vergetelheid geraakt, op de in het Frysk Lieteboek opgenomen verzen na, die nog altijd worden gezongen. Wel is in Drachten een straat naar hem genoemd, de J.G. van Blomstraat.

## Publicaties (selectie)
- 1839: De reedryder (gedicht)
- 1840: Proeve van het Harmonische in de Friesche dichtkunst (gedichten) (ook met werk van anderen)
- 1840: De opkomst van het vlek Dragten in de provincie Friesland, vermeerderd met geschiedkundige aanteekeningen en bijlagen
- 1846: Wobbel fen Smelle-Ie (gedicht, naar P.C. Hooft)
- 1846: Ljaecht (gedicht)
- 1849: De thédrinkerije (gedicht)
- 1869: Blomme-koerke, oanbean oan syn lanzljue (gedichten)

- Biografisch Portaal: 21466046
- Digitale Bibliotheek voor de Nederlandse Letteren: blom004
- Gemeinsame Normdatei: 1057550124
- International Standard Name Identifier: 0000 0003 9760 980X
- Nederlandse Thesaurus van Auteursnamen: 071529098
- Virtual International Authority File: 37268313
- WorldCat: E39PBJvt99WjPTK7gPPmGMjBfq